# 交易
交易又称交换，是買賣双方对有價物品及服務进行互通有無的行为，這一概念強調的是雙方之間的行為。若是交易的規模較大，又會被稱為貿易、互市。交易可以是以货币为交易媒介的過程，也可以是以物易物，例如一隻黃牛交換三隻豬。交易的主要目的是滿足參與者的需求或欲望，並且通常需要雙方同意條件和價格。

## 交易方式
依貨品交付方式
- 現貨交易
- 期貨交易
- 朋友交易

依貨款交付方式
- 以物易物（以等值貨品交換）
- 現金交易
- 貨到付款
- 預付貨款
- 期約票據（支票、本票）
- 賒帳（預交貨品，待多次交易後，一次結清貨款）

依貨品或服務的種類區分

## 相關
- 市場
- 交易_(體育)